# A Sárkánykapu repülő kardjai
A Sárkánykapu repülő kardjai (eredeti cím Long men fei jia, angol címe: The Flying Swords of Dragon Gate) egy 2011-ben bemutatott három dimenziós kínai vu-hszia (wuxia), melyet Tsui Hark rendezett. A film főszereplői Jet Li, Kwai Lun Mei és Csou Hszun (Zhou Xun).

## Koncepció és forgatás
A filmet eleinte a híradások az 1967-es Dragon Gate Inn remake-jeként emlegették, ám Tsui Hark rendező ezt cáfolva kijelentette, hogy a film teljesen új szereplőket és történetet vonultat fel. Az egyetlen hasonlóság a Sárkánykapu Fogadó, illetve az, hogy a történet az előző filmhez hasonlóan a Ming-dinasztia korában játszódik.
A filmet 3D-ben forgatták, ez az első vuhszia (wuxia), ami ilyen technológiával készült. A speciális effektusokat készítő csapatot az Avatar 3D-s effektjeiért felelős Chuck Comiskey vezette.
A filmet 2010 októberében, Pekingben kezdték el forgatni.

## Külső hivatkozások
- Fényképek a forgatásról (HKMDB) Archiválva 2016. március 4-i dátummal a Wayback Machine-ben
- Így készült (werkfilm)
- Hivatalos oldal
- A Sárkánykapu repülő kardjai a PORT.hu-n (magyarul)
- A Sárkánykapu repülő kardjai az Internet Movie Database-ben (angolul)
- A Sárkánykapu repülő kardjai a Rotten Tomatoeson (angolul)
- A Sárkánykapu repülő kardjai a Box Office Mojón (angolul)